# Jesper Salén
Nils Jesper Alexander Salén (født 5. december 1978 i Lidingö) er en svensk læge og tidligere skuespiller.
Salén debuterede som teenager i 1993 i Åke Sandgrens filmatisering af Slangebøssen. Han medvirkede for eksempel også i spillefilmen Ondskab fra 2003, hvor han spillede rollen som Gustaf Dahlén.
I 2004 begyndte Salén at uddanne sig til læge, hvorefter han bevægede sig væk fra skuespil. Han blev optaget på lægestudiet i efteråret 2008 og dimitterede i 2014.

## Udvalgt filmografi
- Slangebøssen (1993)
- Pensionat Oskar (1995)
- Skærgårdsdoktoren (tv-serie, 1998)
- Naken (2000)
- Festival (2001)
- Ondskab (2003)